# NGC 2266
NGC 2266 je stará otevřená hvězdokupa v souhvězdí Blíženců. Od Země je vzdálená asi 9 800 světelných let. Objevil ji William Herschel 7. prosince 1785. Její stáří bylo určeno na 630 milionů let, což je srovnatelné s hvězdokupou Hyády.
Její velké stáří potvrzuje i velký počet jejích červených obrů.
Hvězdokupa na obloze leží asi 2° severně od hvězdy Mebsuta (ε Geminorum). Je poměrně hustá, obsahuje několik desítek členů, ale nejjasnější z nich mají pouze 11. hvězdnou velikost. Menší dalekohledy ji ukážou jako mlhavou skvrnu blízko hvězdy 9. hvězdné velikosti, ale velké dalekohledy ukážou několik hvězdných řetězců.